# تاتیانا ماسلانی
تاتیانا گابریل ماسلانی (به انگلیسی: Tatiana Gabriele Maslany؛ زادهٔ ۲۲ سپتامبر ۱۹۸۵) بازیگر کانادایی است.
ماسلانی سابقهٔ حضور در فیلم‌هایی همچون قول‌های شرقی، زن طلایی‌پوش، نابودگر، میمون و سریال‌هایی، همچون مزرعهٔ قلب‌ها، مرغ ربات و شکست‌ناپذیر را داشته‌است.
وی در سال ۲۰۲۲، در سریال شی‌هالک: وکیل دادگستری‌ از دنیای سینمایی مارول، در نقش جنیفر والترز / شی‌هالک ظاهر شد.

## فیلم‌شناسی

### سینما
| سال تولید | نام              | کارگردان          |
| ۲۰۰۷      | پیام‌رسانان       | برادران پنگ       |
| ۲۰۰۷      | خاطرات مردگان    | جورج ای. رومرو    |
| ۲۰۰۷      | قول‌های شرقی      | دیوید کراننبرگ    |
| ۲۰۰۹      | سخت‌افزار         | ارنی بارباراش     |
| ۲۰۰۹      | مدافع            | پیتر استبینگز     |
| ۲۰۱۱      | وایولت و دیزی    | جفری اس فلچر      |
| ۲۰۱۲      | عهد              | مایکل سوکسی       |
| ۲۰۱۵      | زن طلایی‌پوش      | سایمن کورتیس      |
| ۲۰۱۶      | دو عاشق و یک خرس | کیم نگوین         |
| ۲۰۱۷      | قوی‌تر            | دیوید گوردون گرین |
| ۲۰۱۸      | نابودگر          | کارین کوساما      |
| ۲۰۲۵      | میمون            | آز پرکینز         |
| --------- | ---------------- | ----------------- |

### تلویزیون
| سال تولید | نام                              |
| ۲۰۰۷      | آوای ارواح: بازگشت به خانه       |
| ۲۰۰۸      | مرز جنون                         |
| ۲۰۱۰–۲۰۰۸ | مزرعهٔ قلب‌ها                      |
| ۲۰۱۳      | پارک‌ها و تفریحات                 |
| ۲۰۱۵      | بوجک هورسمن                      |
| ۲۰۱۶      | مرغ ربات                         |
| ۲۰۱۸      | شکارچیان ترول: داستان‌های آرکادیا |
| ۲۰۱۸      | جانوران                          |
| ۲۰۱۹–۲۰۱۸ | سه فراری: داستان‌های آرکادیا      |
| ۲۰۲۲      | شی‌هالک: وکیل دادگستری            |
| ۲۰۲۳      | شکست‌ناپذیر                       |
| --------- | -------------------------------- |